# Chimanuru, Sorab
Chimanuru là một làng thuộc tehsil Sorab, huyện Shimoga, bang Karnataka, Ấn Độ.